# Publi Licini Cras Junià
Publi Licini Cras Junià (en llatí: Publius Licinius Crassus Junianus) va ser un magistrat romà del segle i aC. Es desconeix exactament la seva filiació, però sembla que va ser un membre de la gens Júnia adoptat per algun Licini Cras. Era amic de Ciceró.
Va ser tribú de la plebs l'any 53 aC. A la Segona guerra civil, va lluitar al bàndol de Pompeu, i com a legat i propretor va servir sota Quint Cecili Metel Pius Escipió a l'Àfrica, d'on va escapar per mar després de la batalla de Tapsos.
El seu pare biològic podria haver estat Luci Juni Brutus Damasip, pretor el 82 aC, mentre que el pare adoptiu seria Publi Licini Cras Dives, pretor el 57 aC.